# Lògica formal
La lògica formal  és la part de la lògica que, a diferència de la lògica informal, es dedica a l'estudi de la inferència mitjançant la construcció de llenguatges formals, sistemes deductius i semàntiques formals. La idea és que aquestes construccions capturin les característiques essencials de les inferències vàlides en els llenguatges naturals, però que en ser estructures formals i susceptibles d'anàlisi matemàtic, permeten realitzar demostracions rigoroses sobre elles.
La lògica formal no ha de ser confosa amb la lògica matemàtica, abans anomenada lògica simbòlica, que és una subdisciplina de la lògica formal.